# Желтогорлый тукан
Желтогорлый тукан (лат. Ramphastos ambiguus) — вид птиц из семейства тукановых. Выделяют три подвида. Распространены в Центральной и Южной Америке.

## Описание
Желтогорлый тукан достигает длины 56 см самцы весят от 620 до 740 г, одна взвешенная самка весила 600 г. Половой диморфизм в окраске оперения не выражен. Задняя часть шеи и верхняя часть тела чёрные с бордово-красноватым оттенком. По мере износа перья становятся коричневыми. Лицо, горло, верхняя часть груди и кроющие перья ушей ярко-жёлтые. Жёлтый цвет доходит до середины груди и окаймлен снизу белыми и малиновыми полосами. Верхние кроющие перья хвоста белые, а подхвостье и нижние кроющие перья хвоста - от тёмно-красного до ярко-красного цвета. Клюв длинный и изогнутый вдоль гребня, особенно у кончика. Длина клюва варьируется от 153 до 198 мм у самцов и от 131 до 151 мм у самок. Надклювье в основном жёлтое, с зеленовато-жёлтой полосой, проходящей вдоль верхушки, и тонкой чёрной линией у основания. Подклювье чёрное (подвиды ambiguus, abbreviatus) или от тёмно-бордового до красновато-каштанового цвета (подвид swainsonii). Вокруг глаза проходит узкая чёрная линия. Окраска обнаженной кожи вокруг глаз различается географически и индивидуально: небесно-голубая (ambiguous), желтовато-зелёная (abbreviatus) или ярко-зелёная, зеленовато-жёлтая или просто жёлтая (swainsonii). Радужная оболочка от серого до коричневого, тёмно-зелёного и оливково-жёлтого цвета. Ноги и пальцы голубые или синевато-серые. Молодые птицы имеют более тусклое оперение, чёрные части которого имеют насыщенный сажистый оттенок. Жёлтые участки оперения светлее, подхвостье с оранжевым оттенком. Окраска клюва отличается от окраски клюва взрослых птиц и может быть полностью рогового цвета.

## Биология
Питаются в основном фруктами. В кладке 2-3 яйца.
Информация о биологии и поведении вида основана только на наблюдениях северного подвида (swainsonii).

## Подвиды и распространение
Выделяют три подвида:
- Ramphastos ambiguous swainsonii Gould, 1833 — от юго-востока Гондураса до запада Эквадора
- Ramphastos ambiguous ambiguous Swainson, 1823 — от юго-запада Колумбии до юга Перу
- Ramphastos ambiguous abbreviates Cabanis, 1862 — от северо-востока Колумбии до севера Венесуэлы